# Серепене (Кјети)
Серепене (итал. Serepenne) је насеље у Италији у округу Кјети, региону Абруцо.
Према процени из 2011. у насељу је живело 16 становника. Насеље се налази на надморској висини од 77 м.